# Porites panamensis
Porites panamensis är en korallart som beskrevs av Addison Emery Verrill 1864. Porites panamensis ingår i släktet Porites och familjen Poritidae. IUCN kategoriserar arten globalt som livskraftig. Inga underarter finns listade i Catalogue of Life.